# Little Caesar
I Little Caesar sono un gruppo musicale hard rock statunitense, formatosi a Los Angeles, California nel 1987.

## Storia
I Little Caesar si formano nel 1987 a Los Angeles, con una formazione in origine composta da Ron Young (voce), Apache (chitarra), Loren Molinare (chitarra), Fidel Paniagua (basso) e Tom Morris (batteria). La prima apparizione del quintetto fu nel 1989 su una compilation edita dalla Metal Blade Records chiamata Street Survivors, in cui comparvero con in brano d'apertura "Down to the Wire". Quello stesso anno pubblicarono il primo EP di quattro tracce per la Metal Blade intitolato Name Your Poison, prodotto da Joe Hardy (ZZ Top). Il successo di questo primo lavoro portò i californiani ad aprire una serie di date per i Jane's Addiction, e a suonare qualche show nel ruolo di headliner in alcuni club del circuito. In seguito apparvero nel programma TV Unsolved Mysteries dove riuscirono ad essere notati dalla label Geffen Records tramite l'A&R John Kalodner. Nel 1990, concluso un contratto con la major, venne pubblicato l'omonimo Little Caesar, prodotto dal noto Bob Rock (Metallica, Mötley Crüe, The Cult, ecc). L'album raccoglieva una serie di brani di hard rock fortemente ispirato allo stile anni 70, rappresentato da gruppi come Bad Company e Humble Pie, oltre ad influenze R&B/Soul. Il disco, ben accolto dalla critica specializzata, conteneva anche due cover di artisti soul: "I Wish It Would Rain" dei The Temptations e "Chain of Fools" di Aretha Franklin, la quale venne estratta come singolo ed entrò nella classifica di Billboard Top 100, oltre a ricevere una buona sponsorizzazione sulle radio e su MTV. Il gruppo a seguito del disco, suonò da spalla ad importanti gruppi come Kiss, Social Distortion, Iggy Pop, Billy Idol, e Lynyrd Skynyrd, oltre ad apparire in diversi programmi televisivi come "Arsenio Hall Show", "The Rick Dee's Show", "Sex in the 90's"di MTV. Il cantante Ron Young fece un'apparizione nel film Terminator 2 - Il giorno del giudizio nei panni di un biker che entra in conflitto con Arnold Schwarzenegger. Nel 1992 i Little Caesar pubblicarono il secondo disco dal titolo di Influence, che vedeva dietro le sei corde l'ingresso di Earl Slick, uscente dal supergruppo Dirty White Boy (e noto per aver collaborato con John Lennon, David Bowie, e Ian Hunter) a sostituzione di Apache. Slick e Young avevano già collaborato assieme, visto che quest'ultimo aveva cantato in un suo album solista dal titolo di In Your Face nel '91. Nel '92 Apache venne accreditato come ospite nell'album omonimo dei Rockhead (gruppo fondato dal noto produttore Bob Rock). Influence venne prodotto da Howard Benson (Tuff, Motörhead, Pretty Boy Floyd, Southgang). Il tour di quest'album vedeva il coinvolgimento del batterista provvisorio Marc Danzeisen (ex-Riverdogs). La band completò il loro primo tour in Europa, e terminò con uno show al locale Marquee club di Londra. Tuttavia i Little Caesar annunciarono lo scioglimento poco tempo dopo.
Dopo lo scioglimento, Young entrò nei Manic Eden, un supergruppo composto dall'ex formazione dei Whitesnake formata da Adrian Vandenberg (chitarra), Rudy Sarzo (basso) e Tommy Aldridge (batteria). Dopo l'incisione di un disco omonimo nel 1994, il gruppo si sciolse a causa del mancato successo. L'anno successivo, Young venne reclutato come turnista dai concittadini The Four Horsemen per terminare il tour del loro album Gettin' Pretty Good...At Barely Gettin' By..., visto che il loro leader Frank C. Starr, entrò in coma a causa di un incidente in motocicletta.
Nel 1998, su iniziativa di Earl Slick, vede la luce una raccolta dei Little Caesar intitolata This Time It's Different...!!!, contenente alcune tracce scartate scelte dallo stesso chitarrista con l'aggiunta di un paio di brani live.
Nel 2001, la formazione originale dei Little Caesar si riunì con Chris Latham al posto di Apache. Tornati sulle scene, i cinque suonarono in noti locali come House of Blues, The Key Club, the Knitting Factory ed altri. Nel 2008 i Little Caesar annunciano nuovi tour e la pubblicazione di nuovo materiale, tra cui un DVD. Nel 2009 la formazione pubblica il nuovo album Redemption con il nuovo Joey Brasler in sostituzione di Chris Latham.

## Formazione

### Attuale[2]
- Ron Young - voce
- Louren Molinare - chitarra
- Joey Brasler - chitarra
- Fidel Paniagua - basso
- Tom Morris - batteria

### Ex componenti
- Apache - chitarra
- Earl Slick - chitarra
- Chris Latham - chitarra
- Marc Danzeisen - batteria (tour '92)

## Discografia

### Album in studio
- 1990 - Little Caesar
- 1992 - Influence
- 2009 - Redemption
- 2012 - American Dream
- 2015 - Brutally Honest Live from Holland
- 2018 - Eight

### EP
- 1989 - Name Your Poison

### Raccolte
- 1998 - This Time It's Different...!!!

### Singoli
- 1990 - Chain of Fools
- 1991 - In Your Arms